# Neomuscina mimosa
Neomuscina mimosa är en tvåvingeart som beskrevs av Guilherme A.M.Lopes och Khouri 1996. Neomuscina mimosa ingår i släktet Neomuscina och familjen husflugor. Inga underarter finns listade i Catalogue of Life.